# Velanne
Velanne là một xã thuộc tỉnh Isère, trong vùng Rhône-Alpes ở đông nam nước nước Pháp. Xã này nằm ở khu vực có độ cao từ 509-641 mét trên mực nước biển. Theo điều tra dân số năm 2006 của INSEE, xã có dân số 463 người.